# Dar Pomorza
Dar Pomorza (pot. Biała Fregata) – trzymasztowy żaglowiec szkolny (fregata) zakupiony przez społeczeństwo Pomorza w 1929 dla Szkoły Morskiej w Gdyni. Od 1982 zacumowany w Gdyni jako statek-muzeum, oddział Narodowego Muzeum Morskiego w Gdańsku.

## Historia

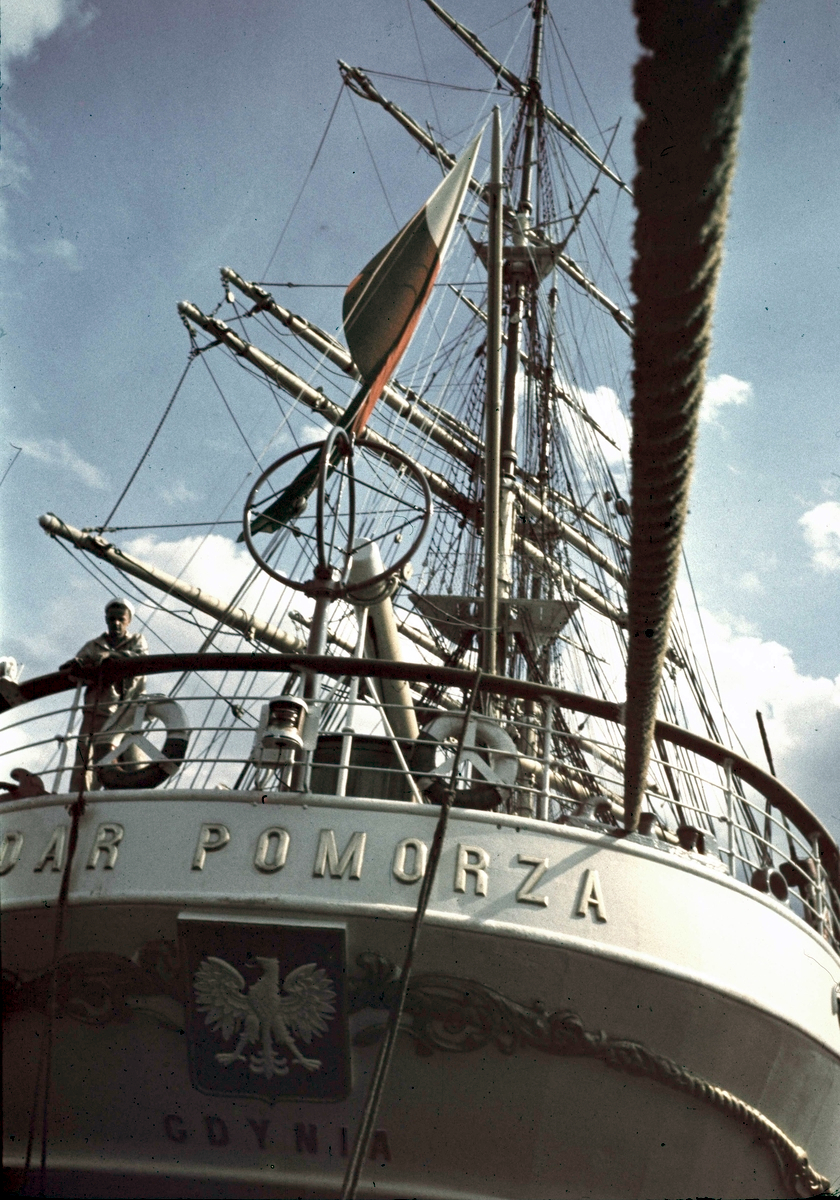
Dar Pomorza w 1938

Fregatę zbudowano w stoczni „Blohm und Voss” w Hamburgu (1909–1910) na zamówienie Deutscher Schulschiff Verein. W następnych latach odbywał – pod nazwą „Prinzess Eitel Friedrich” – szkolne podróże, letnią (kandydacką, po wodach europejskich) i zimową (na Morze Karaibskie). Po I wojnie światowej, został – postanowieniami traktatu wersalskiego – przekazany do Francji w ramach reparacji wojennych. Od roku 1922 należał do Société Anonyme de Navigation – Les Armateurs Français (Paryż); nie był eksploatowany. W roku 1926 fregata została przejęta przez Les Navires Écoles Français Saint-Nazaire – zamierzano ją eksploatować pod nazwą „Colbert”, jednak tych planów nie zrealizowano. Na początku 1927 roku fregatę przejął baron Maurice de Forest, który planował jej przebudowę na jacht z napędem mechanicznym, jednak wkrótce zrezygnował i wystawił fregatę na sprzedaż.
Została zakupiona w lipcu 1929 roku przez polski Komitet Floty Narodowej i inne organizacje, poszukujące jednostki, która mogłaby zastąpić szkolny żaglowiec Lwów; zakupu dokonano za kwotę 7 tys. £, co stanowiło ok. 8% ówczesnej wartości.
Polską fregatę, początkowo nazwaną „Pomorze”, z trudnościami (omal nie zatonęła w Zatoce Biskajskiej) przeholowano do duńskiej stoczni w Nakskov, gdzie została odnowiona i przebudowana; m.in. wstawiono silnik spalinowy, wymieniono olinowanie i instalację elektryczną. Pod nazwą „Dar Pomorza”, nadaną dla upamiętnienia znacznego wkładu finansowego społeczeństwa Pomorza, przybyła do Gdyni 19 czerwca 1930 roku.
Pod polską banderą „Dar Pomorza”:
- odbył 102 rejsy szkolne,
- przepłynął pół miliona mil morskich – jest to odległość równa około 25 rejsom dookoła świata,
- zasłynął jako pierwszy statek w dziejach polskiej bandery handlowej, który opłynął dookoła świat,
- wyszkolił 13 384 studentów,

W polskiej historii statku dowodziło nim sześciu komendantów: jako pierwszy – kpt.ż.w. Konstanty Maciejewicz-Matyjewicz, jako ostatni – kpt.ż.w. Tadeusz Olechnowicz.
W 1977 roku widoczna stała się potrzeba kosztownego remontu i modernizacji żaglowca, połączonych z dostosowaniem konstrukcji do nowym wymogów bezpieczeństwa. Koszt modernizacji miał być tylko kilka razy niższy od budowy nowego statku, wobec czego zdecydowano zbudować dla Wyższej Szkoły Morskiej w Gdyni nowy żaglowiec szkolny – późniejszy „Dar Młodzieży”. Kupnem „Daru Pomorza” zainteresowane były macierzysta stocznia Blohm + Voss, jak również armator ze Szwecji, zamiar jego przejęcia i przebudowy wyrażała też Wyższa Szkoła Morska w Szczecinie. Dzięki zaangażowaniu wielu osób, które na przełomie 1980/81 roku powołały Komitet Założycielski Muzeum Daru Pomorza, pod przewodnictwem Bolesława Mazurkiewicza doprowadzono jednak do zachowania żaglowca jako statku-muzeum. Uzyskano zgodę władz państwowych i 16 listopada 1982 roku Wyższa Szkoła Morska przekazała żaglowiec Centralnemu Muzeum Morskiemu. Po adaptacji dla celów muzealnych, dokonanej w Stoczni Remontowej Nauta, został on udostępniony do zwiedzania 27 maja 1983 roku. Zjazd polskich muzealników w 1984 roku uznał otwarcie „Daru Pomorza” za najciekawsze wydarzenie muzealne poprzedniego sezonu.

### Kalendarium 1909–1929
- 9 marca 1908 – położenie stępki pod kadłub przyszłego żaglowca; nr stoczniowy 202,
- 3 kwietnia 1909 – ukończenie budowy i przekazanie armatorowi,
- 12 października 1909 – przyjęcie do służby jako statek szkolny niemieckiej marynarki handlowej „Prinzess Eitel Friedrich”,
- 6 kwietnia 1910 – statek wyszedł z Hamburga w dziewiczy rejs do Kristiansand i Antwerpii pod dowództwem komendanta Richarda Dresslera,
- 1919 – przejęcie przez Francuzów i przeprowadzenie do portu Saint-Nazaire,
- 1926 – zmiana nazwy na „Colbert”,
- 1927 – zakup przez barona M. de Forest, z zamiarem przekształcenia w jacht oceaniczny[5].

### Kalendarium po 1929
- 1929 – zakup z datków społecznych przez Pomorski Komitet Floty Narodowej,
- 26 grudnia 1929–10 stycznia 1930[5] – jako „Pomorze” pod dowództwem Konstantego Maciejewicza przepłynął na holu w dwóch etapach – prowadzony przez holenderskie holowniki „Poolzee” i „Witte Zee” – z Saint Nazaire do duńskiej stoczni w Nakskov na remont,
- podczas remontu 1929/1930 – zmiana nazwy na „Dar Pomorza” (doświadczenia, zebrane przez stocznię Nakskov Skibsvaerft przy przebudowie żaglowca zaowocowały budową sławnego, pływającego do dziś pełnorejowca „Danmark”),
- 1930:
  - 19 czerwca – przybycie na redę Gdyni,
  - 13 lipca – w czasie uroczystości chrztu ks. biskup Stanisław Okoniewski poświęcił statek i jego banderę; rodzicami chrzestnymi zostali: Minister Przemysłu i Handlu Eugeniusz Kwiatkowski oraz żona Ministra Rolnictwa i Dóbr Państwowych, Maria Janta-Połczyńska (córka Romana Komierowskiego[6]),
  - 20 lipca–30 września – pierwszy rejs szkolny,
- 22 listopada 1931 – pierwsze przekroczenie równika,
- 16 września 1934 – 3 września 1935 – podróż dookoła świata pod dowództwem kpt.ż.w. Konstantego Maciejewicza-Matyjewicza; w dniu powrotu do Gdyni na stermaszcie statku zawisł wimpel o długości 39 metrów – symbol przebytych w czasie podróży 39 tys. Mm,
- 2–3 marca 1936 – opłynięcie przylądka Horn[7],
- 29 grudnia 1937 – dopłynięcie do Martyniki[8]
- 1 września 1939 – 21 października 1945 – internowanie przez Szwedów w Sztokholmie,
- 24 października 1945 – powrót do Gdyni,
- 1972 – pod dowództwem kpt.ż.w. Kazimierza Jurkiewicza wygrał etap Operacji Żagiel (Cutty Sark Tall Ships’ Races) na trasie Solent – Skaw, pokonując szkolny bark ówczesnej Bundesmarine „Gorch Fock”, dowodzony przez kmdr. Ernsta von Witzendorffa,
- 1974 – udział w Operacji Żagiel w Gdyni. W klasie A statek zajął w regatach czwarte miejsce,
- 1976 – udział w regatach Operation Sail w USA, zorganizowanych dla uczczenia 200-lecia podpisania amerykańskiej Deklaracji Niepodległości. Wspaniałe przyjęcie statku przez amerykańską Polonię,
- 1980 – pod dowództwem kpt. ż.w. Tadeusza Olechnowicza wygrał 2-etapowe regaty Operacja Żagiel 80 oraz zdobył Cutty Sark Trophy,
- 15 września 1981 – ostatni rejs,
- wrzesień 1981 – po powrocie z ostatniego rejsu do Kotki (Finlandia) „Dar Pomorza” został odznaczony Krzyżem Komandorskim z Gwiazdą Orderu Odrodzenia Polski[9]
  - 4 lipca 1982 – formalne wycofanie ze służby i przeniesienie bandery na Dar Młodzieży,
- 16 listopada 1982 – przekazanie Centralnemu Muzeum Morskiemu,
- 27 maja 1983 – otwarcie muzeum,
- czerwiec 1986 – z pokładu pracowała radiostacja amatorska SP0DM wystawiona przez SP2ZCD – HKŁ Audion przy KH ZHP Gdynia,
- 18 lipca–20 lipca 2003 – w czasie zlotu żaglowców z pokładu pracowała radiostacja amatorska SN0OSG wystawiona przez SP2ZIE – Morski Klub Łączności SZKUNER,
- 10 października 2009 – uroczystość odnowienia chrztu „Daru Pomorza” (Gdynia),
- październik 2009 – kilkudniowa okolicznościowa aktywność radiowa pod znakiem SN100DP z pokładu statku, zorganizowana z okazji setnych urodzin Daru Pomorza, przez pomorskich krótkofalowców, we współpracy z Centralnym Muzeum Morskim w Gdańsku.

### Komendanci (kapitanowie)
Tradycja tytułowania kapitana żaglowca komendantem pochodziła z jego poprzednika – żaglowca STS „Lwów” i przeszła na następcę – „Dar Młodzieży”.
Funkcję komendanta pełnili:
- Konstanty Matyjewicz-Maciejewicz (1929–1938)
- Konstanty Kowalski (1938–1939)
- Alojzy Kwiatkowski (1939–1945, radiooficer, p.o. komendanta w czasie internowania w Sztokholmie)
- Stefan Gorazdowski (1946–1952)[11]
- Kazimierz Jurkiewicz (1953–1977)
- Tadeusz Olechnowicz (1977–1982)

## Dane techniczne
- typ ożaglowania: fregata
- obecny armator: Narodowe Muzeum Morskie w Gdańsku
- port macierzysty: Gdynia
- rok budowy: 1909
- materiał konstrukcyjny: stal
- budowniczy: Blohm + Voss, Hamburg nr budowy 202
- wymiary:
  - długość po pokładzie: 80,3 m
  - długość z bukszprytem: 93 m
  - wysokość max.: 41,4 m
  - szerokość: 12,6 m
  - zanurzenie: 5,7 m
- pojemność rejestrowa:
  - brutto: 1561 BRT (4418 m³)
  - netto: 525 NRT (1486 m³)
- wyporność: 2500 ton
- powierzchnia żagli: 2100 m²
- silnik pomocniczy: 430 KM (316 kW), MAN, Diesel,
- załoga: ok. 189 osób (28 osób załogi stałej i 150–200 uczniów-praktykantów),
- prędkość pod żaglami:
  - średnia 5 węzłów,
  - największa osiągnięta 17 węzłów,

Plany i modele fregaty opublikowano w czasopiśmie Mały Modelarz.

## Muzeum „Dar Pomorza”
Od 1982 Dar Pomorza jest Oddziałem Narodowego Muzeum Morskiego w Gdańsku. Zwiedzanie umożliwia poznanie historii statku, jego wyposażenia, pomieszczeń mieszkalnych praktykantów, załogi stałej oraz komendanta. W jednej z kabin oficerskich urządzono wystawę pamiątek z domu Karola Olgierda Borchardta, który był starszym oficerem Daru Pomorza w latach 1938–1939.
W 2016 Dar Pomorza zwiedziło prawie 138 tysięcy osób, w 2017 135.609 osób, a w 2019 125.605 zwiedzających.
W 2019 na nabrzeżu Pomorskim, niedaleko miejsca cumowania Daru Pomorza, usytuowano makietę fregaty ze stali nierdzewnej w skali 1:40, wykonaną we Wrocławiu przez Stanisława Wysockiego i jego syna Michała. Artystom udało się odwzorować strukturę przestrzenną żaglowca ze wszystkimi detalami nadbudówek, linami i fakturą drewnianego pokładu, a sam statek został ukazany z wypełnionymi wiatrem żaglami. Model ma 2 m długości i 1,1 m wysokości, a koszt jego wykonania wyniósł 120 tys. zł. Osadzony jest na kamiennym postumencie, na którym znajduje się informacja dla niewidomych w alfabecie Braille’a. Również w 2019 w pływającym doku Gdańskiej Stoczni Remontowej przeprowadzono renowację poszycia kadłuba.

## Filatelistyka
Poczta Polska wyemitowała 21 lipca 1980 r. znaczek pocztowy przedstawiający Dar Pomorza o nominale 8,4 złotego. Autorem projektu znaczka był Stefan Małecki. Obok żaglowca na znaczku widniał portret kpt. Konstantego Maciejewicza. Znaczek pozostawał w obiegu do 31 grudnia 1994 r.

## Galeria

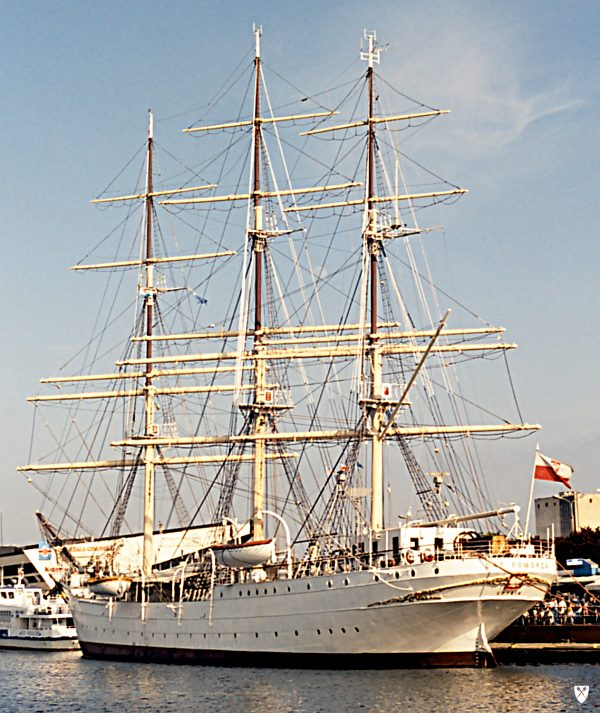
Dar Pomorza
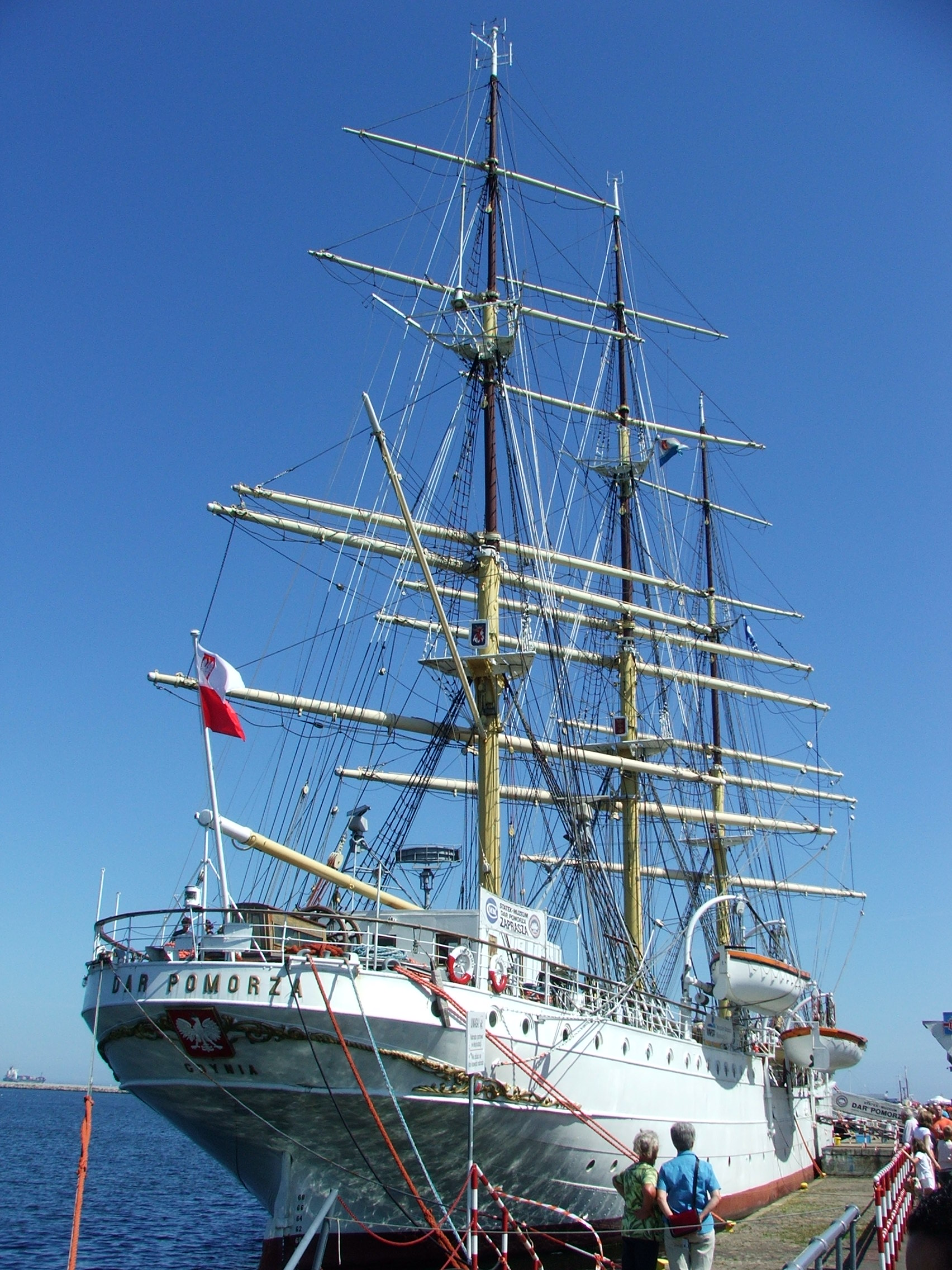
Dar Pomorza
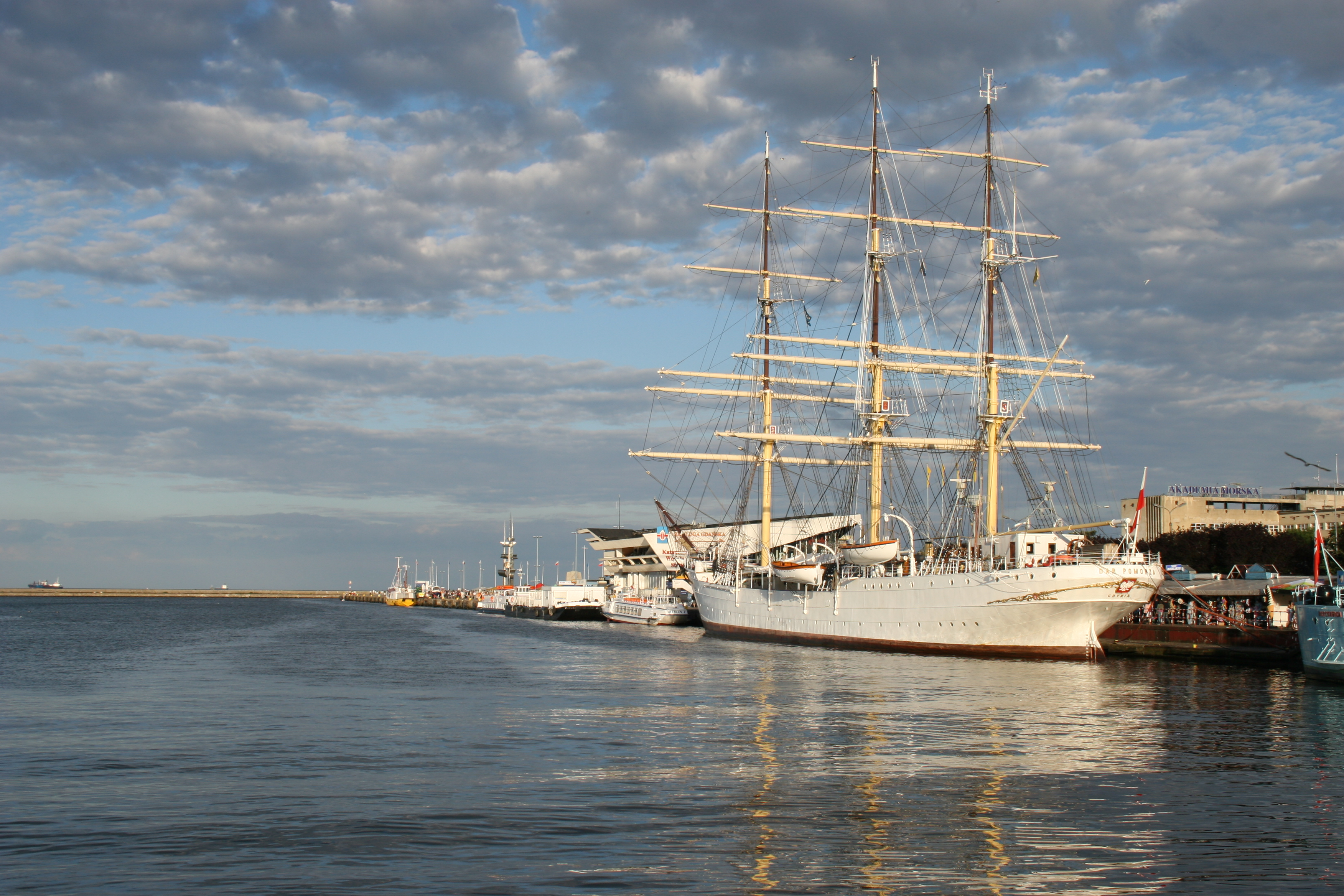
Dar Pomorza
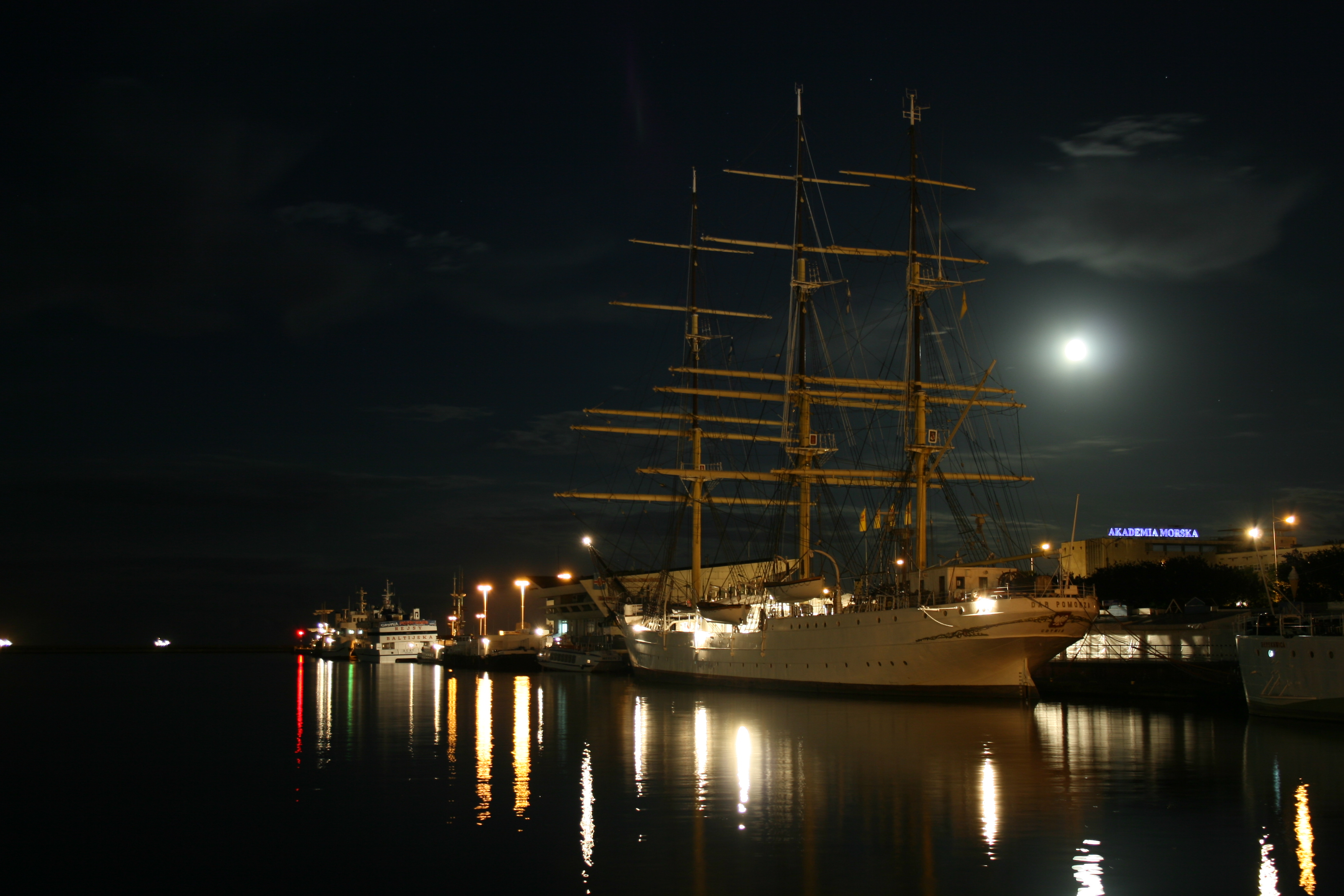
Dar Pomorza nocą
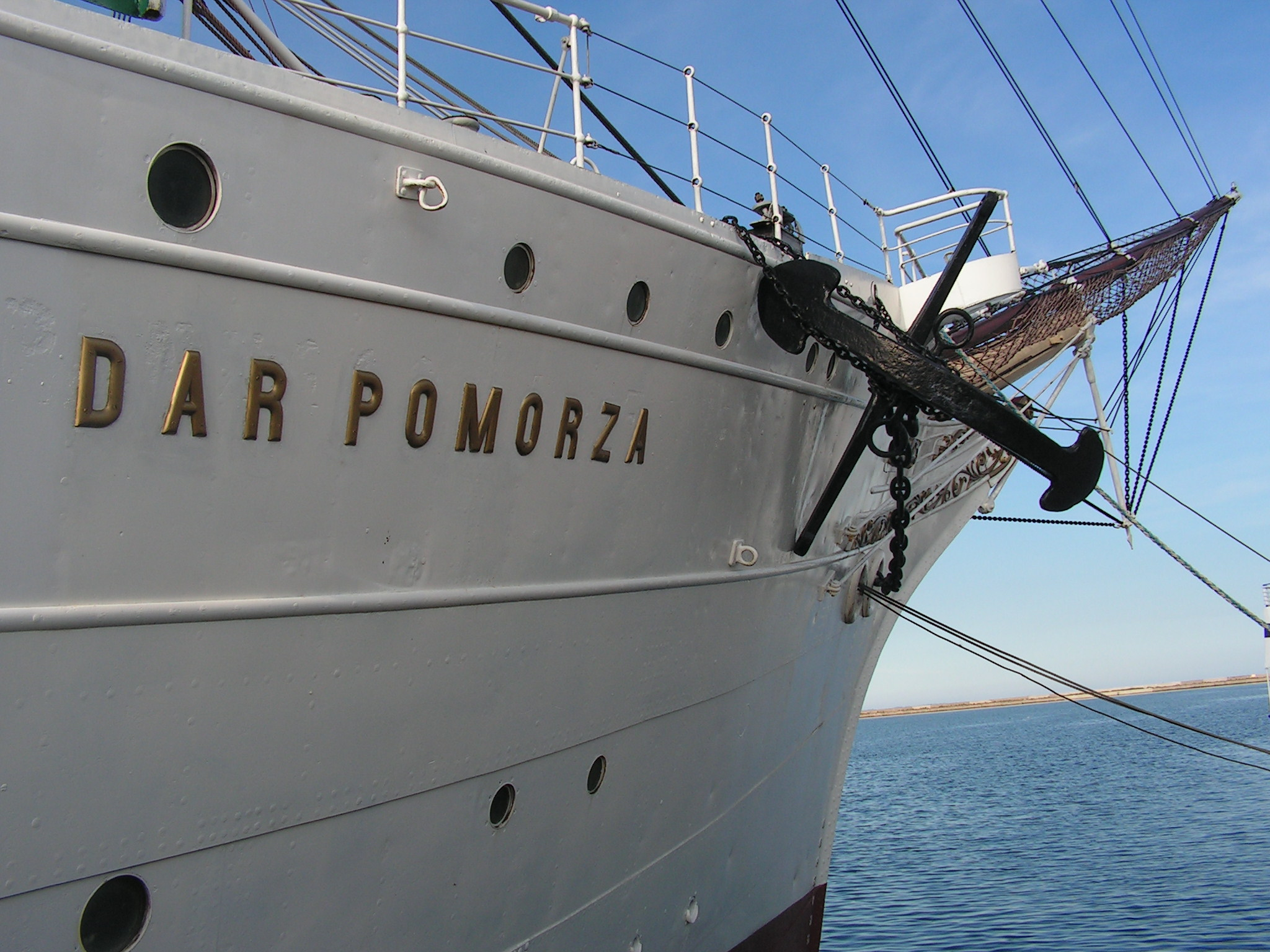
Dar Pomorza
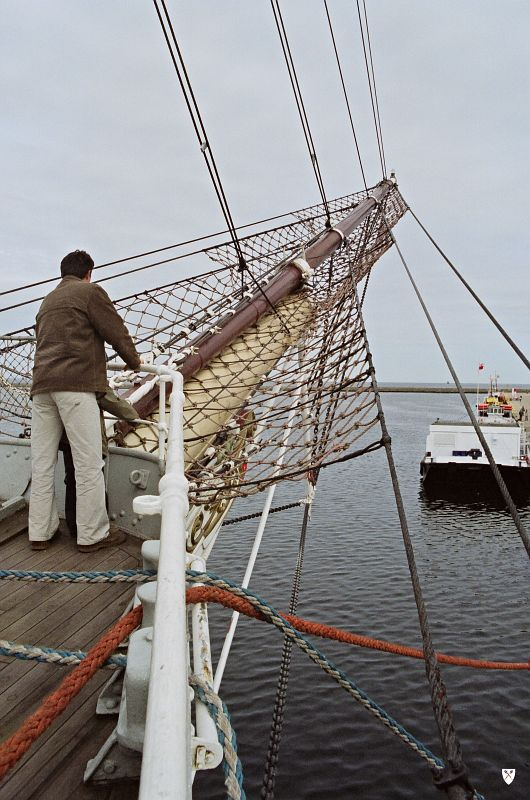
Dar Pomorza Bukszpryt
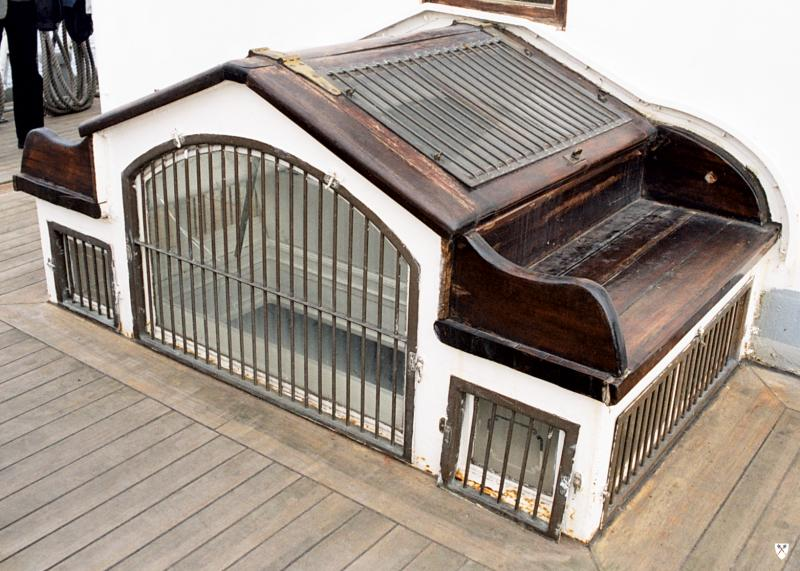
Dar Pomorza Świetlik
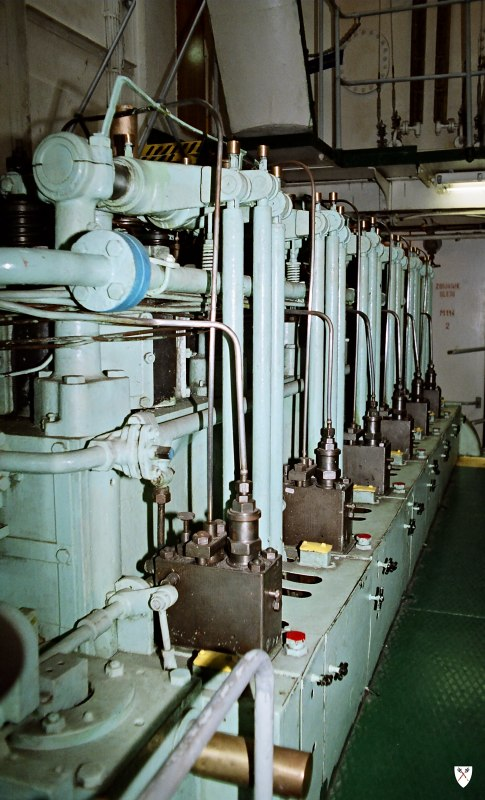
Dar Pomorza Silnik
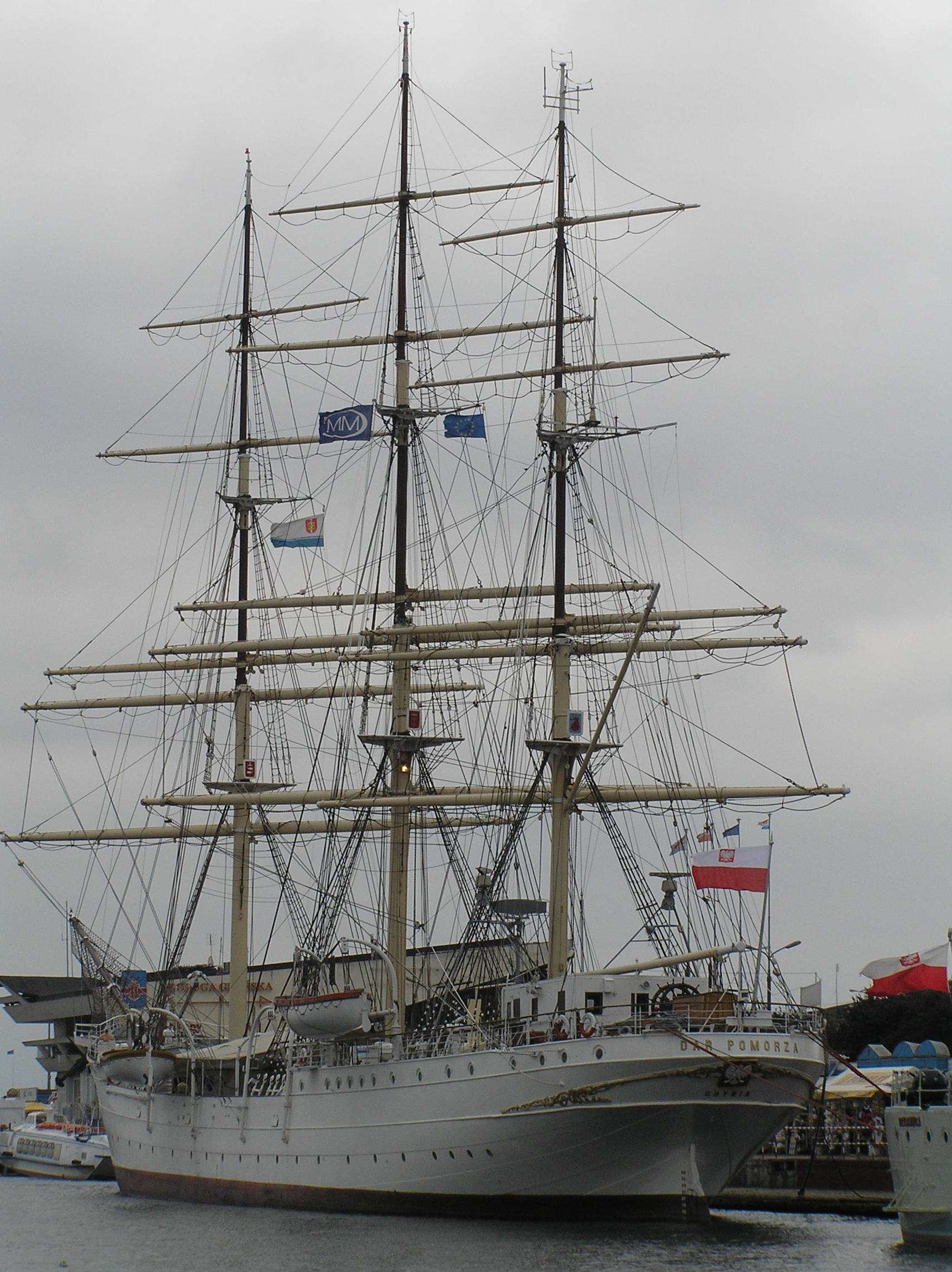
Dar Pomorza jako statek-muzeum
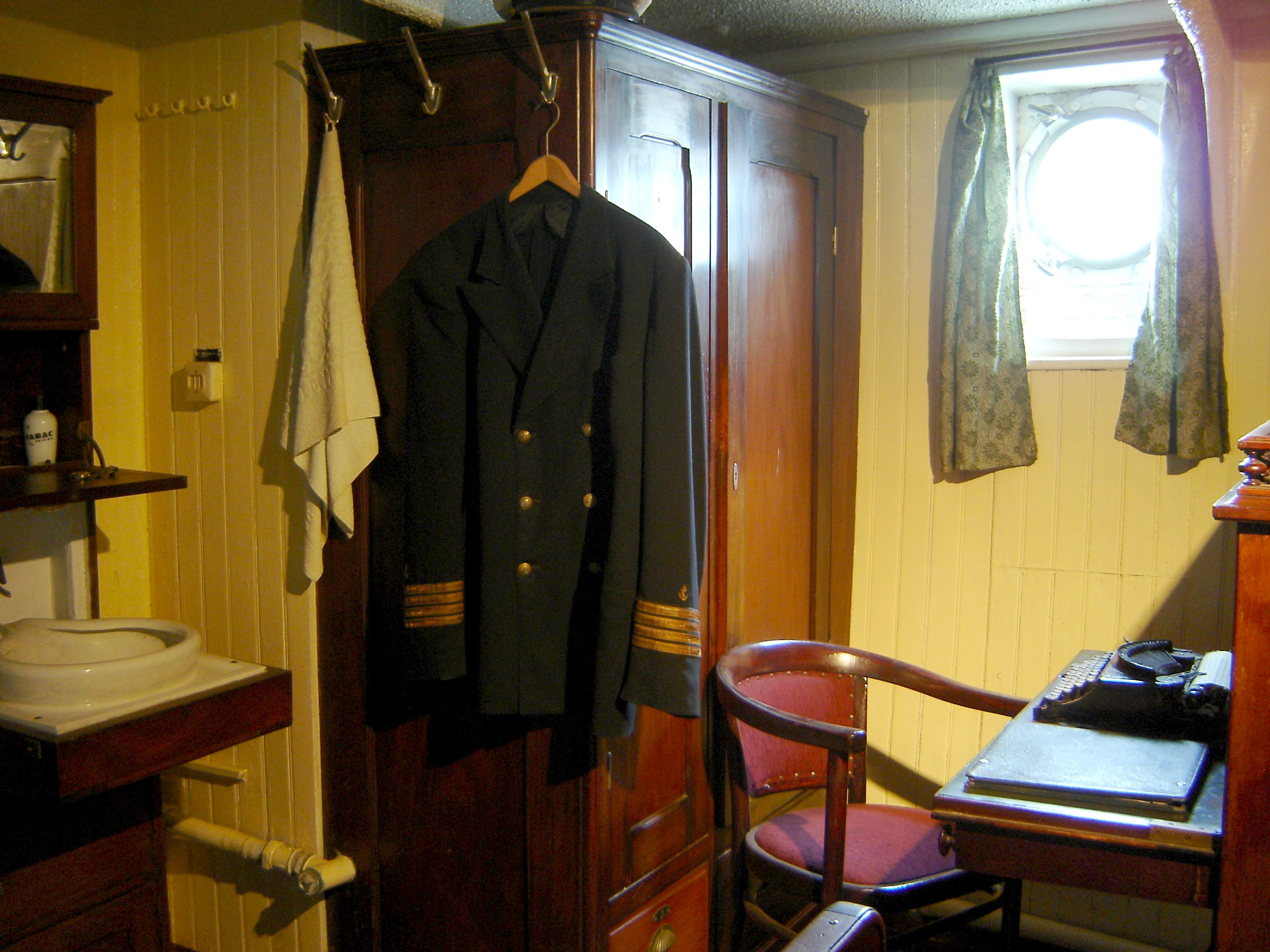
Kajuta oficerska na statku. Na szafie wisi mundur kapitana żeglugi wielkiej
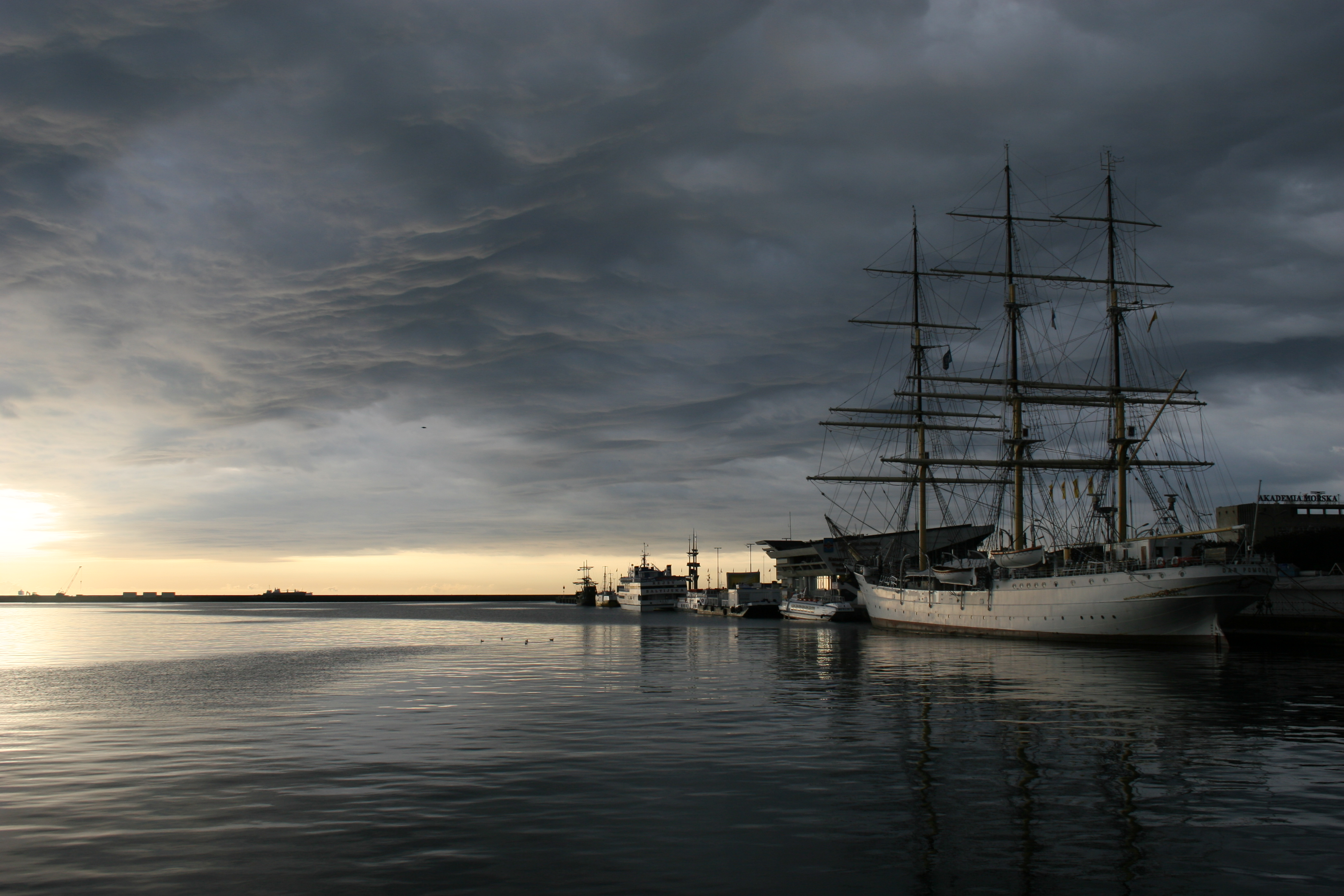
Dar Pomorza o wschodzie słońca
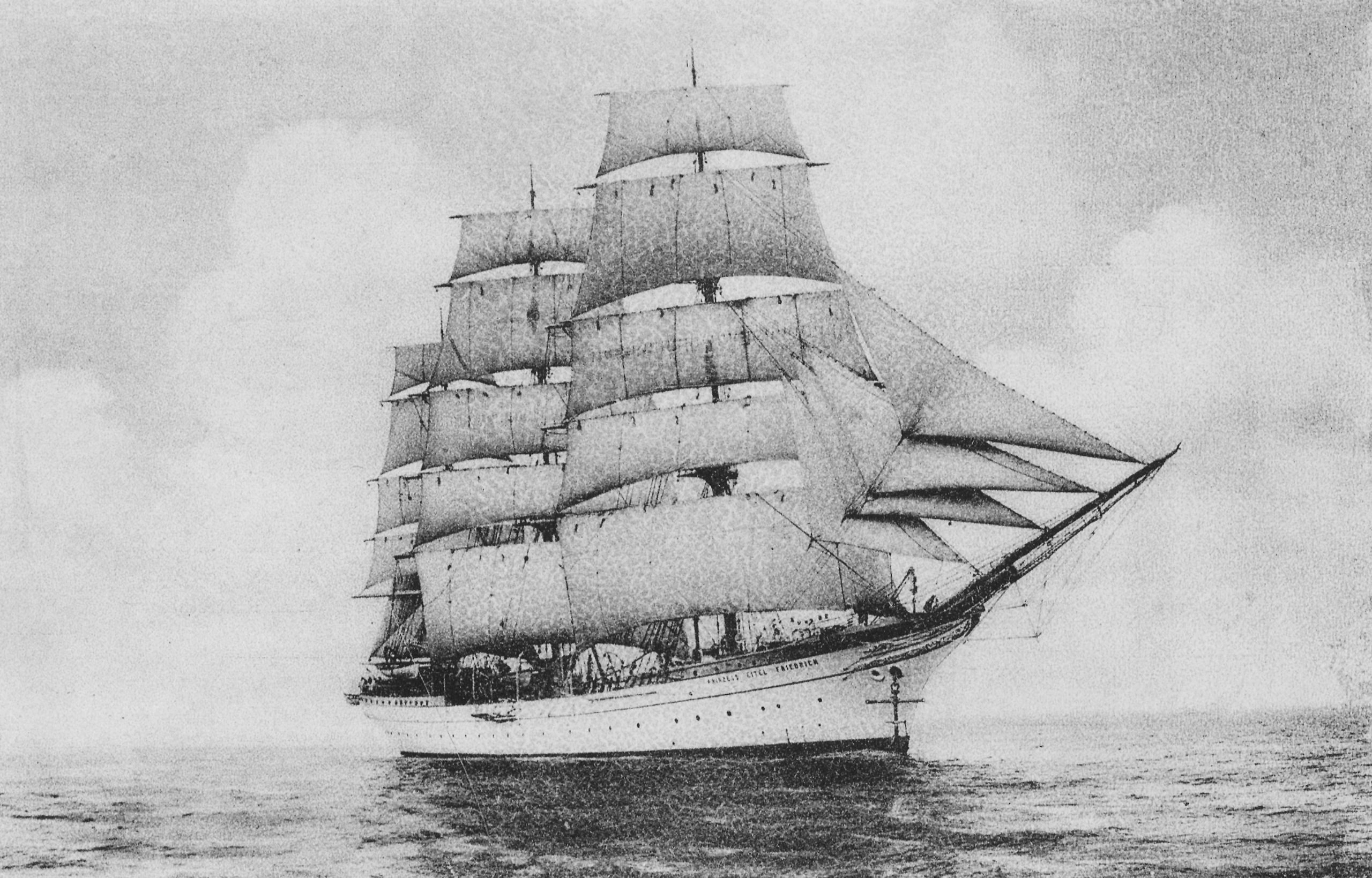
Dar Pomorza – zdjęcie z 1915, wówczas pod banderą niemiecką jako Prinzeß Eitel Friedrich

## Inne jednostki w sztafecie
- Lwów
- Dar Młodzieży